# Parque de Sarah Bernhardt
El parque de Sarah Bernhardt (en francés square Sarah-Bernhardt) es un parque ajardinado del XX Distrito de París.

## Descripción
Creado en 1936, el parque se extiende sobre 12 874 m².
Dispone de más de 200 árboles de 50 especies diferentes.
El nombre de la plaza está dedicado a la memoria de la actriz Sarah Bernhardt (1844-1923) que rivalizó en papeles cómicos y dramáticos con su contemporánea Gabrielle Réju (1856-1920), conocida como Réjane, a la que se le dedicó el colindante parque Réjane.

## Situación
Tiene accesos de entrada en diferentes lugares: calle de Lagny, calle Mounet-Sully y calle de Buzenval.
Se localiza en las coordenadas: 48°50′57″N 2°24′13″E / 48.84917, 2.40361
 -  Línea 9 - Buzenval

## Véase también

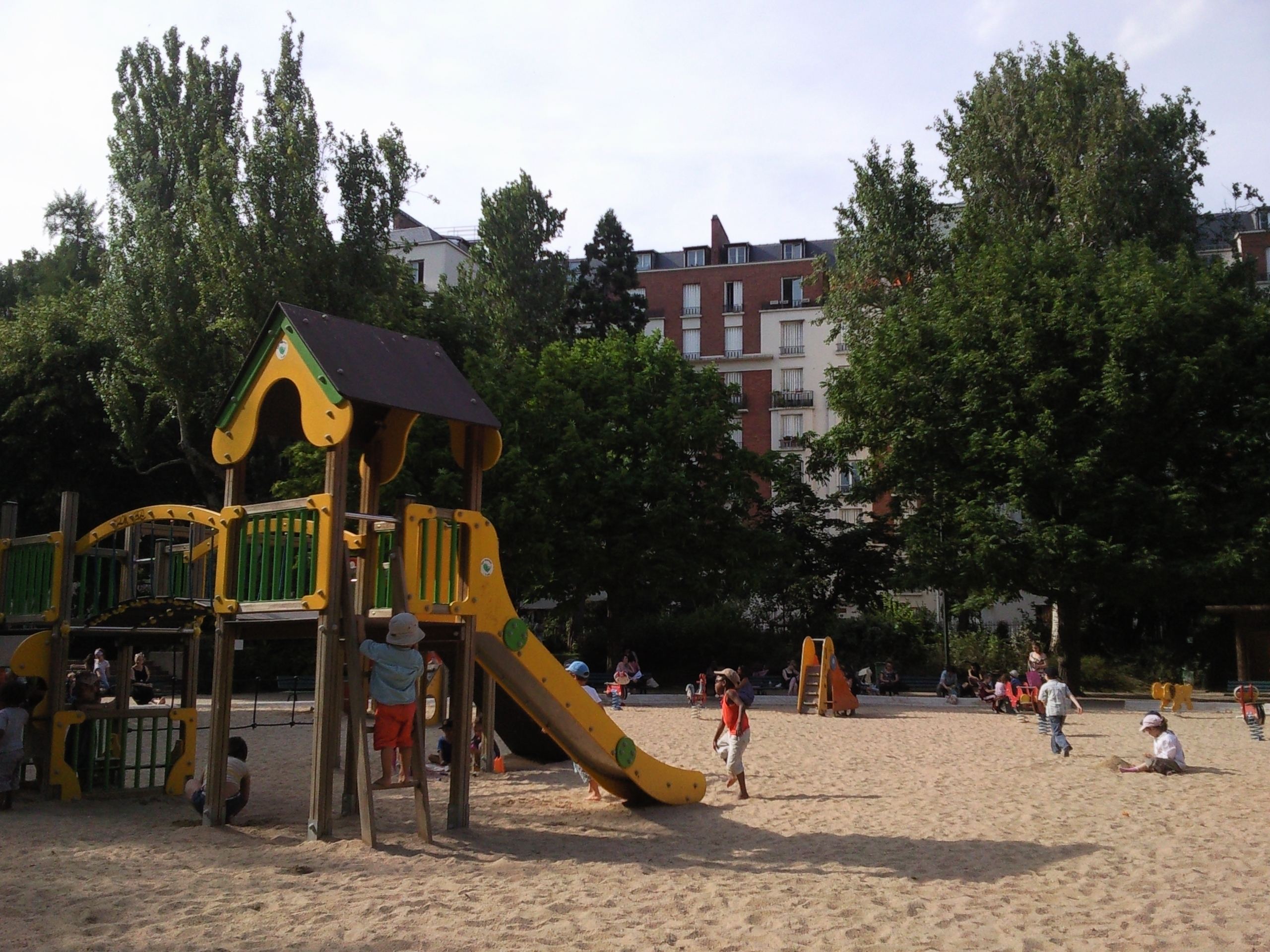
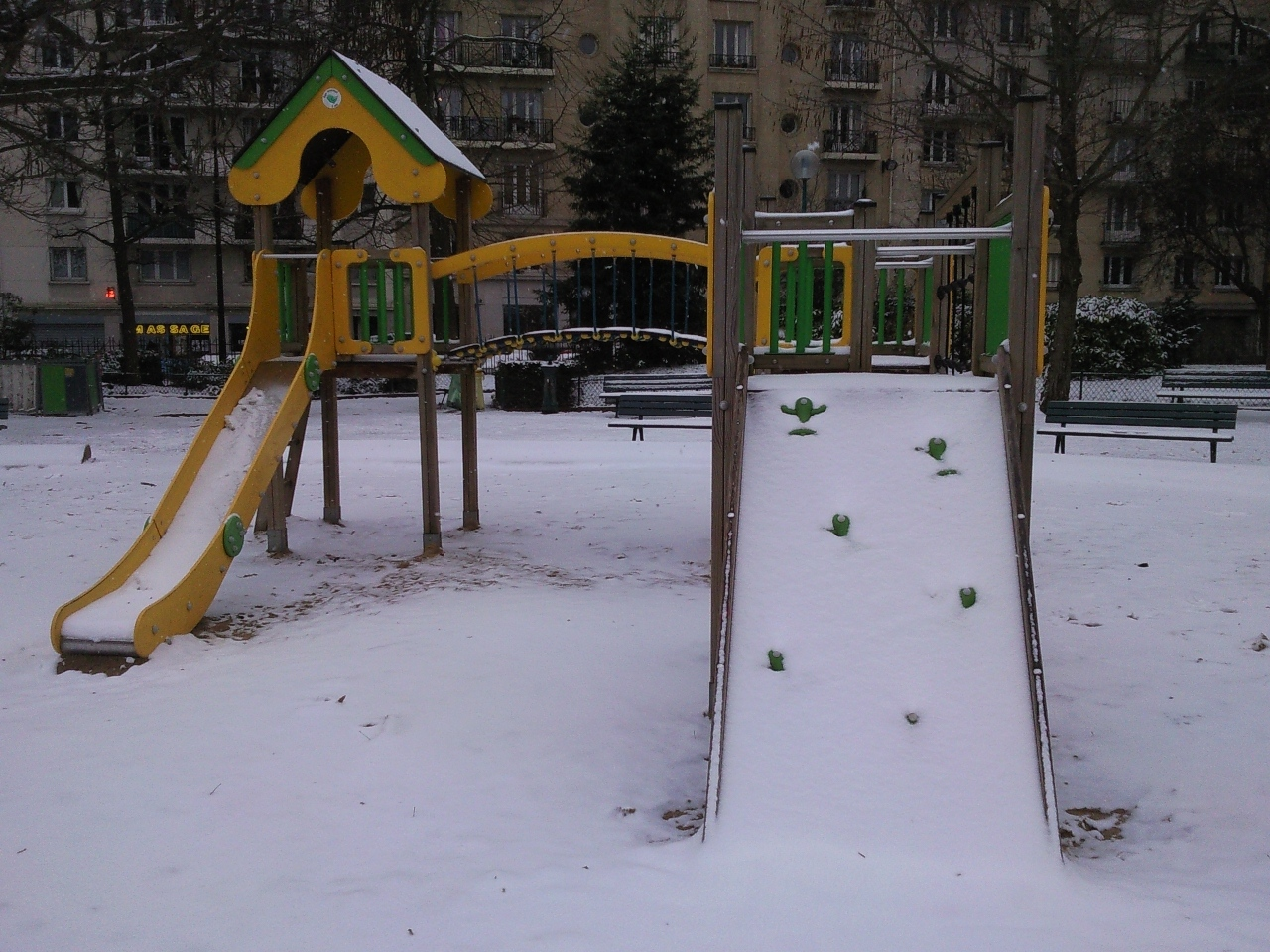
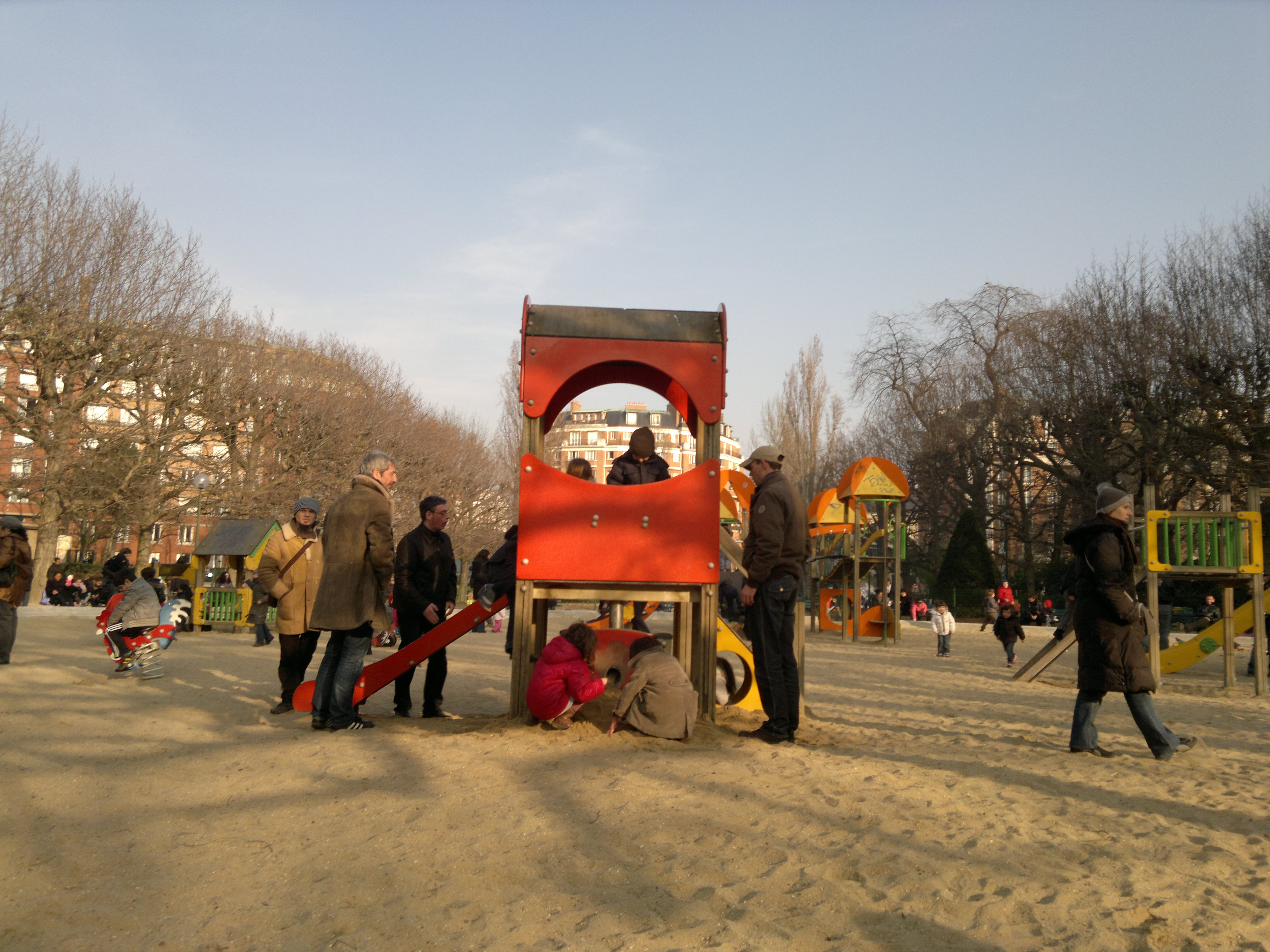
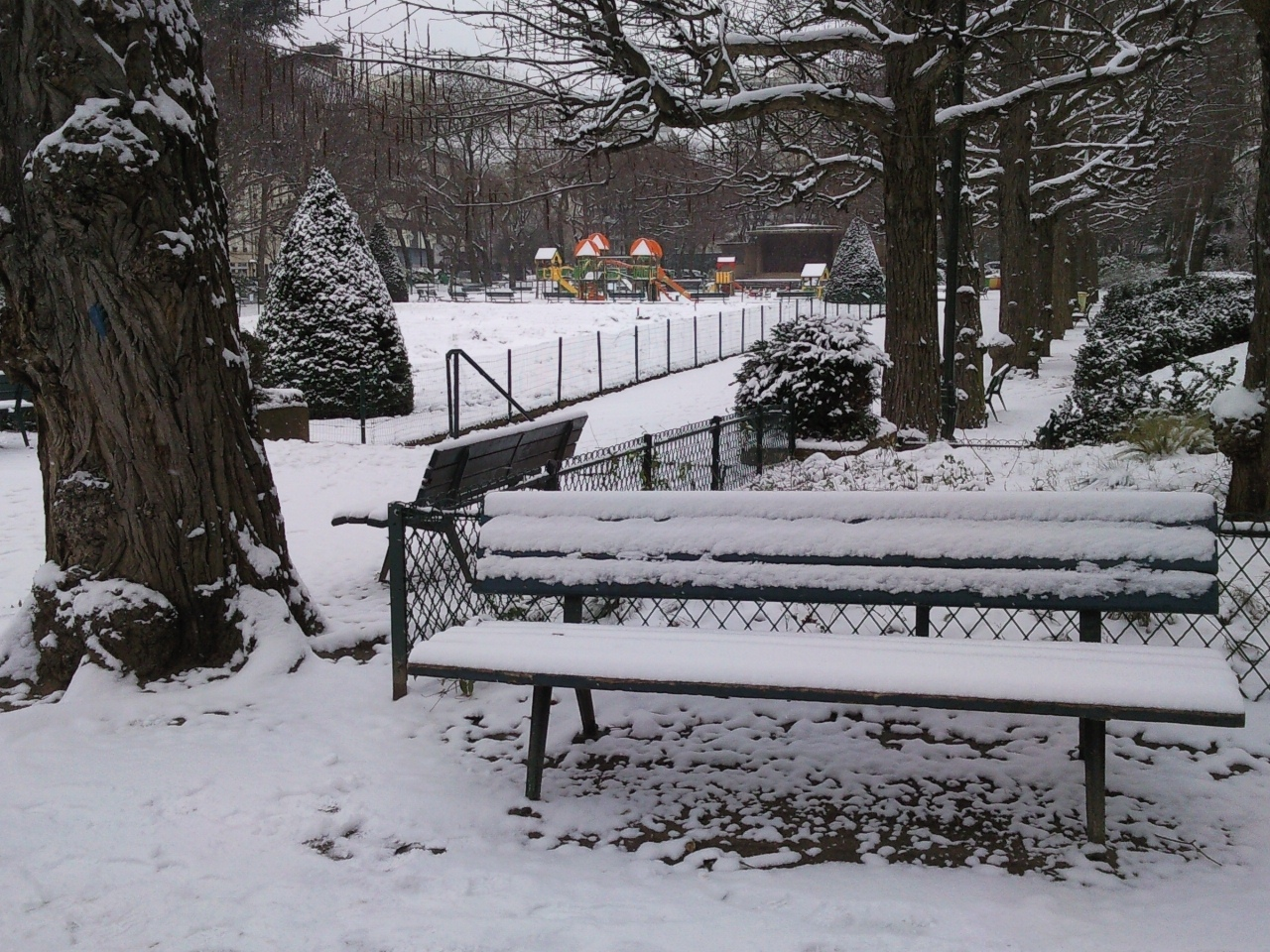